# Faouzi Lahbi
Faouzi Lahbi (in arabo فوزي لهبي‎?; 2 marzo 1960) è un ex mezzofondista marocchino.
Era specializzato negli 800 metri (medaglia di bronzo negli 800 metri ai Mondiali indoor di Indianapolis 1987, olimpionico a Los Angeles 1984 su 800 e 1500 metri, finalista negli 800 m ai Mondiali di Roma 1987 e doppia medaglia ai Giochi del Mediterraneo, sempre sugli 800 m, con l'oro a Latakia 1987 e l'argento a Casablanca 1983).

## Palmarès
| Anno | Manifestazione          | Sede         | Evento       | Risultato | Prestazione | Note |
| ---- | ----------------------- | ------------ | ------------ | --------- | ----------- | ---- |
| 1983 | Mondiali                | Helsinki     | 800 m piani  | Batteria  | 1'47"76     |      |
| 1983 | Giochi del Mediterraneo | Casablanca   | 800 m piani  | Argento   | 1'51"63     |      |
| 1984 | Giochi olimpici         | Los Angeles  | 800 m piani  | Quarti    | 1'45"67     |      |
| 1984 | Giochi olimpici         | Los Angeles  | 1500 m piani | Batteria  | 3'47"54     |      |
| 1987 | Mondiali indoor         | Indianapolis | 800 m piani  | Bronzo    | 1'47"79     |      |
| 1987 | Mondiali                | Roma         | 800 m piani  | 5º        | 1'44”83     |      |
| 1987 | Giochi del Mediterraneo | Laodicea     | 800 m piani  | Oro       | 1'48"87     |      |
| 1988 | Giochi olimpici         | Seul         | 800 m piani  | Quarti    | 1'47"32     |      |